# Amuri

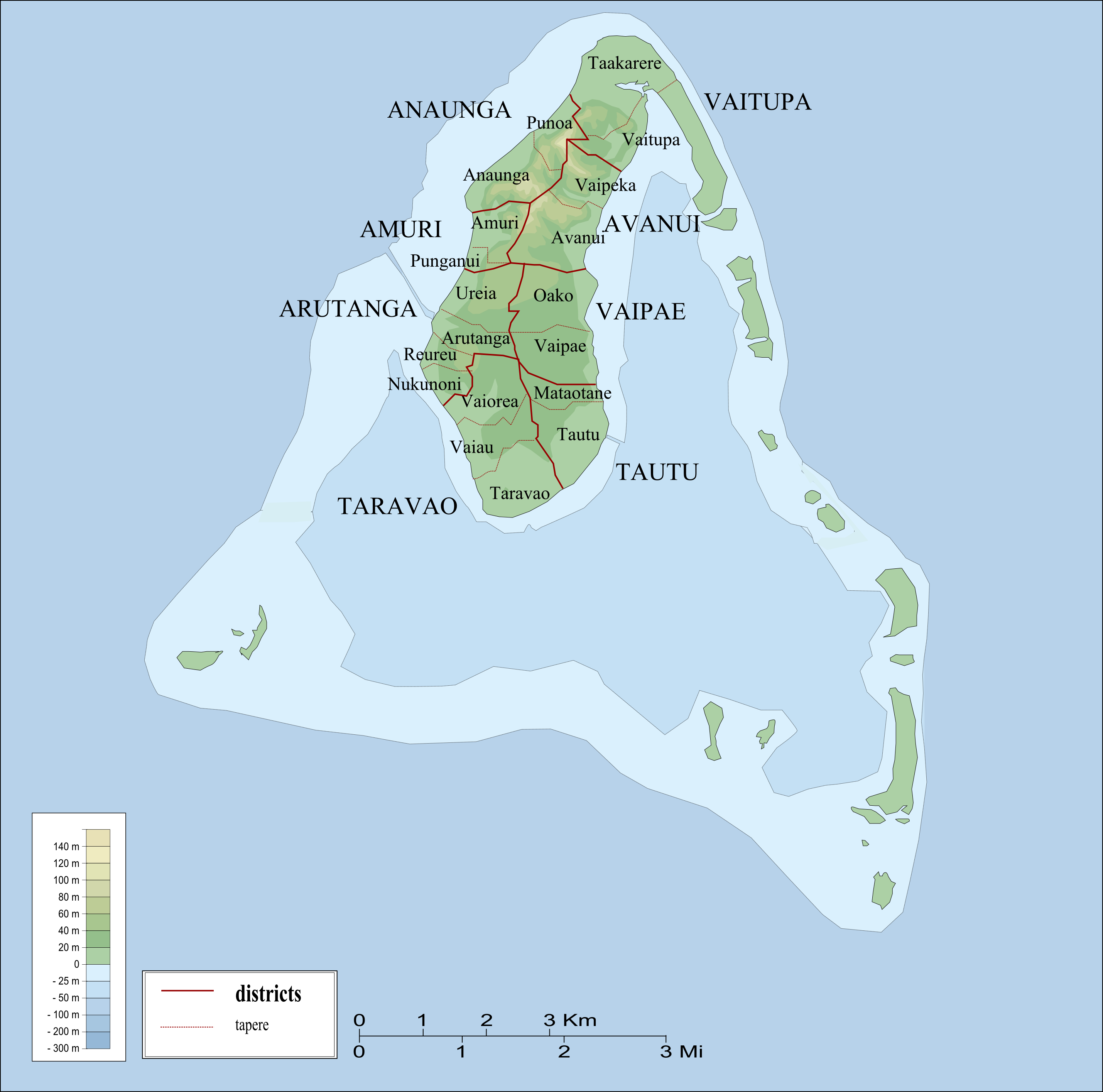
Dystrykty i tapere Aitutaki

Amuri – osada na Wyspach Cooka (terytorium stowarzyszonego z Nową Zelandią); na wyspie Aitutaki; 328 mieszkańców (2008). Druga co do wielkości miejscowość kraju.